# Theodor Holm Nelson

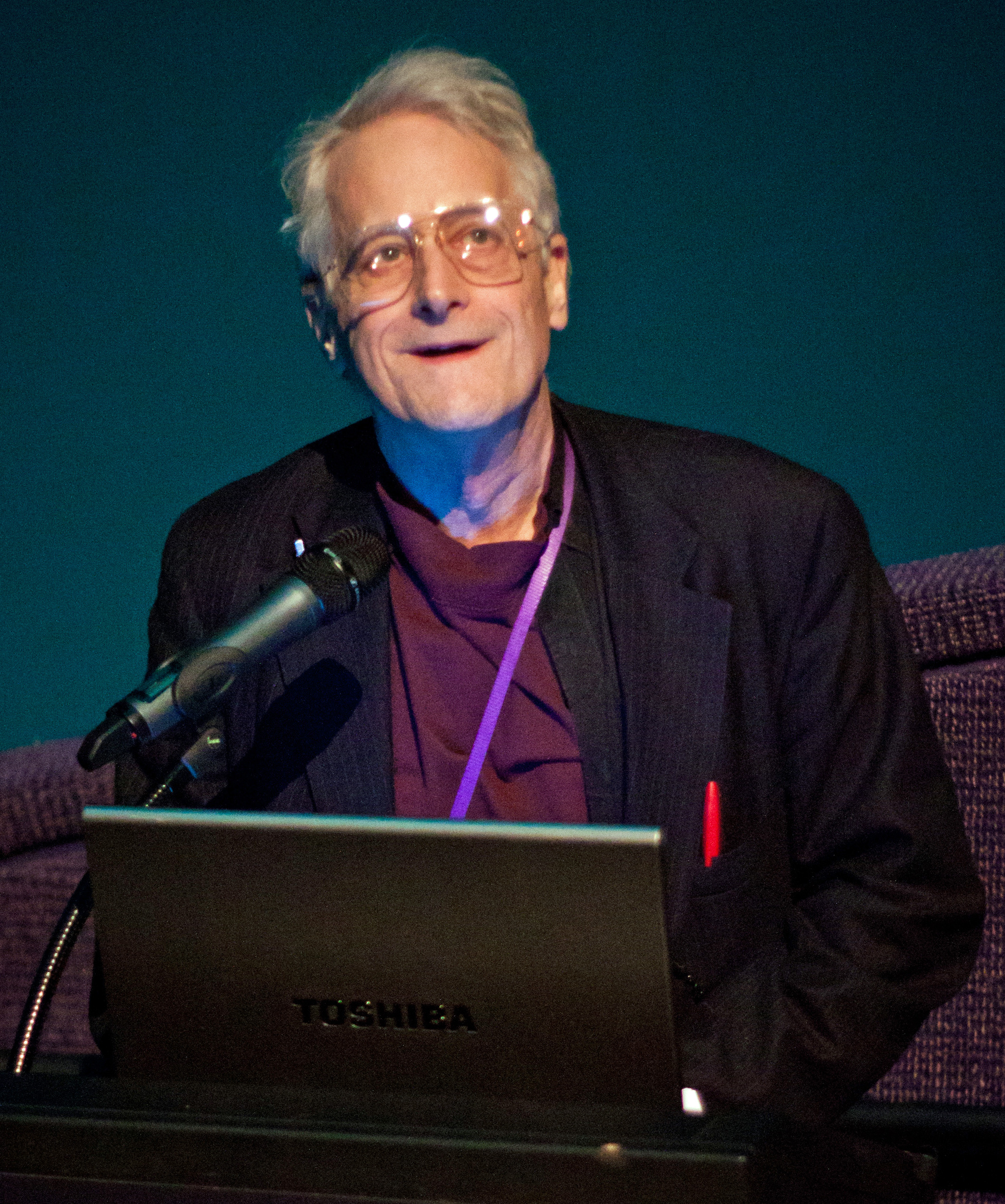
Ted Nelson, 2011

Theodor „Ted“ Holm Nelson (* 1937 in Chicago) ist ein US-amerikanischer Philosoph und Informationstechnikpionier. Er ist der Sohn des Regisseurs Ralph Nelson (1916–1987) und der Schauspielerin Celeste Holm (1917–2012).
Nelson prägte 1965 die Begriffe Hypertext und Hypermedia. Außerdem wird ihm der erste Gebrauch der Wörter transclusion, virtuality im Kontext des Software-Designs, intertwingularity (Verzweigtheit) und teledildonics (computergesteuerte Sexspielzeuge zur Verwendung in Cybersex) angerechnet. Die Hauptrichtung seiner Arbeit war bislang, Computer für normale Menschen leicht zugänglich zu machen. Seine Devise ist:

„Eine Benutzeroberfläche sollte so einfach sein, dass ein Anfänger sie in einem Notfall innerhalb von zehn Sekunden verstehen kann.“

Nelson vertritt die vier Grundsätze „Die meisten Menschen sind Idioten, Autorität ist meist heimtückisch, Gott existiert nicht, und alles ist falsch“.

## Karriere
Nelson gründete 1960 das Projekt Xanadu mit dem Ziel, ein Rechnernetz mit einfacher Benutzeroberfläche aufzubauen. Dieses Bestreben ist in seinen Büchern Computer Lib/Dream Machines (1974) und Literary Machines (1981) dokumentiert. Er widmete einen großen Teil seines Lebens der Arbeit am Projekt Xanadu und der Erhaltung dieses Projekts.
Das Xanadu-Projekt selbst schaffte es aus einer Vielfalt von umstrittenen Gründen nicht, zu gedeihen. Der Journalist Gary Wolf veröffentlichte einen kritischen Artikel, The Curse of Xanadu, über Nelson und sein Projekt in der Juni-1995-Ausgabe des Magazins Wired und nannte Xanadu das „am längsten dauernde Vaporware-Projekt in der Geschichte der EDV“. Nelson drückte seine Empörung auf seiner Website aus, wo er Wolf als „mörderischen Schakal“ bezeichnete und androhte, gerichtlich gegen ihn vorzugehen. Er fasste seine Einwände auch in einem Brief an Wired zusammen und veröffentlichte eine detaillierte Widerlegung des Artikels.
Nelson wendet ein, dass einige Aspekte seiner Vision dabei waren, durch Tim Berners-Lees Erfindung des World Wide Webs umgesetzt zu werden, obwohl er das World Wide Web, XML und alle eingebetteten Auszeichnungssprachen ablehnt, da er Berners-Lees Arbeit als rohe Über-Vereinfachung seiner ursprünglichen Vision sieht:

„HTML ist exakt was wir zu VERHINDERN versucht haben– ständig tote Links, Links die nur nach außen führen, Zitate, die man nicht zu ihren Ursprüngen zurückverfolgen kann, keine Versionsverwaltung, keine Rechteverwaltung.“

Nelson war Mitgründer der Itty Bitty Machine Company, eines kleinen Computer-Einzelhandelsgeschäfts, das von 1977 bis 1980 in Evanston (Illinois) betrieben wurde. Die Itty Bitty Machine Company war eines der wenigen Einzelhandelsgeschäfte, die den originalen Apple I führten. 1978 hatte Nelson einen bedeutenden Einfluss auf die Überlegungen IBMs, als er seine Vision des Potenzials der Personal Computer dem Team, das drei Jahre später den IBM PC auf den Markt brachte, darstellte.
Anfang der 2010er Jahre arbeitete Ted Nelson an einer neuen Informationsstruktur, ZigZag, die auf der Website des Xanadu-Projektes beschrieben wird, das auch zwei Versionen des Xanadu-Codes hostet. Außerdem entwickelte er XanaduSpace ein System zur Verwertung verbundener Paralleldokumente (eine frühe Version dieser Software kann kostenlos heruntergeladen werden). Er war Gaststipendiat an der Oxford University im Oxford Internet Institute, wo er in den Feldern Information, Computer und Mensch-Maschinen-Schnittstellen arbeitete.

## Publikationen (Auswahl)
- Computer Lib, 1974
- Literary Machines, 1981
- Geeks Bearing Gifts, 2008